# غنداب (مقاطعة دهغلان)
غنداب (بالفارسية: گنداب) هي قرية تقع في قسم ايلان الشمالي الريفي (مقاطعة دهغلان) في إيران. يقدر عدد سكانها بـ 152 نسمة .